# Гаріб Амзін
Гаріб Амзін (араб. غريب أمزين; нар. 3 травня 1973, Монбельяр) — марокканський футболіст, що грав на позиції півзахисника. По завершенні ігрової кар'єри — тренер.
Виступав, зокрема, за клуби «Страсбур» та «Труа», а також національну збірну Марокко.

## Клубна кар'єра
Народжений у Франції Гаріб Амзін розпочинав свою кар'єру футболіста у французькому клубі «Мюлуз» у Другому дивізіоні, в якому провів п'ять сезонів, взявши участь у 131 матчі чемпіонату. Влітку 1998 року він перейшов у «Страсбур». 7 серпня того ж року дебютував у французькій Лізі 1, вийшовши в основному складі в домашньому поєдинку проти «Ліона». 3 лютого 2001 року Амзін забив свій перший гол в рамках Ліги 1, зрівнявши рахунок у першому таймі гостьового матчу з «Сент-Етьєном». У другому таймі марокканець забив ще, тим самим оформивши ще й дубль. 26 травня 2001 року він грав у фіналі Кубка Франції 2001 і був замінений на 57-й хвилині, а його команда в підсумку виявилася сильнішою «Ам'єна» в серії післяматчевих пенальті й стала володарем трофея.
Влітку 2001 року Гаріб Амзін перейшов в «Труа», за який провів наступні сім сезонів, в тому числі три в Лізі 2. Більшість часу, проведеного у складі «Труа», був основним гравцем команди. У 2008 році марокканець повернувся в «Мюлуз», який виступав вже на аматорському рівні, де й завершив свою кар'єру футболіста 2010 року.

## Виступи за збірну
Гаріб Амзін був включений до складу національної збірної Марокко на чемпіонат світу з футболу 1998 року у Франції, де зіграв у всіх трьох іграх своєї команди на турнірі: з Норвегією, Бразилією та Шотландією.
На Кубку африканських націй 2002 року в Малі провів два матчі: групового етапу з Ганою та Буркіна-Фасо.
Протягом кар'єри у національній команді, яка тривала 10 років, провів у формі головної команди країни 24 матчі, відзначився 1 голом.
Голи за збірну
| №  | Дата          | Місце                                   | Суперник | Рахунок | Результат | Змагання    |
| -- | ------------- | --------------------------------------- | -------- | ------- | --------- | ----------- |
| 1. | 3 травня 2001 | Стадіон 5 липня 1962 року, Алжир, Алжир | Алжир    | 2–1     | 2–1       | кв. ЧС 2002 |

## Кар'єра тренера
Розпочав тренерську кар'єру невдовзі по завершенні кар'єри гравця, 2013 року, очоливши тренерський штаб клубу «Мюлуз». Наразі досвід тренерської роботи обмежується цим клубом.

## Досягнення
«Страсбур»
- Кубок Франції
  -  Володар (1): 2000/01